# مايك ووكر (راكب الكنو)
مايك ووكر (بالإنجليزية: Mike Walker)‏ هو راكب الكنو نيوزيلندي، ولد في 4 أبريل 1977.

## وصلات خارجية
- مايك ووكر على موقع اللجنة الأولمبية الدولية (الإنجليزية)
- مايك ووكر على موقع أوليمبيديا (الإنجليزية)
- مايك ووكر على موقع اللجنة الأولمبية النيوزيلندية (الإنجليزية)